# ギャング映画
ギャング映画（ギャングえいが、英語：gangster film）は戦前から戦後にかけて暗躍した、アメリカやヨーロッパのギャングやマフィアを描いた犯罪映画である。
日本のヤクザや暴力団を描いた作品はヤクザ映画と呼ばれる。

## 歴史
ギャングが登場した映画の歴史は古く、1912年にはD・W・グリフィスの「ピッグ横丁のならず者」、1915年にラオール・ウォルシュの「復活」が早くも撮影、上映されている。1930年代には、ジェームズ・キャグニー、エドワード・G・ロビンソンなどを主役にしたギャング映画がハリウッドで多く作られた。

## 代表的な作品
- 復活（1915）
- 暗黒街（1927）
- 犯罪王リコ[注 1](1930)
- 民衆の敵
- 暗黒街の顔役
- 汚れた顔の天使
- 彼奴は顔役だ!
- 白熱
- 暗黒街のふたり
- シシリアン[注 2]
- ル・ギャング
- ゴッドファーザー(1972)
- バラキ(1972)[注 3]
- コーサ・ノストラ
- ゴッドファーザー PART II(1974)
- 暗黒街の顔役 (1975)
- ゴッドファーザー PART III
- グッドフェローズ
- パブリック・エネミーズ(2009)